# 山都町立白糸第一小学校
山都町立白糸第一小学校（やまとちょうりつ しらいとだいいちしょうがっこう）は、熊本県上益城郡山都町にかつてあった町立小学校。2005年（平成17年）4月から統廃合により、浜町小学校、白糸第三小学校、下矢部西部小学校、下矢部東部小学校と統合し山都町立矢部小学校となる。現在小学校の校舎は、町役場の新庁舎建設に伴い山都町役場白糸事務所として使われている。

## 歴史
- 1992年 校舎改築。
- 2000年4月1日 矢部町立白糸第二小学校と統合。
- 2004年7月24日 東京で開催された第３回全国こども橋サミットに参加。
- 2005年2月11日 町村合併に伴い、設置者が矢部町から山都町へと変わる。山都町立白糸第一小学校となる。
- 2005年3月31日 統廃合に伴い百数十年の歴史に幕を閉じる。
- 2005年4月1日 山都町立矢部小学校が開校。
- 2007年6月4日 新庁舎の建設に伴い、山都町役場本庁舎の一部が移転。山都町役場白糸事務所となる。

## 出身有名人
- 伴都美子（歌手、元Do As Infinityボーカル） 閉校式のとき本人からビデオレターが贈られてきた

## 山都町役場白糸事務所
山都町役場本庁舎建て替えのため、2007年（平成19年）6月4日より校舎が仮庁舎として使用されることとなった。

### 移転する課・係等
- 商工観光課
  - 商工労働係
  - 観光振興係
- 建設課
  - 土木係
  - 維持管理係
  - 高速道路対策室
- 農林振興課
  - 農政係
  - 林政係
  - 農村整備係
- 総務課の一部
  - 管理係
  - 新庁舎建設対策室
- 農業委員会 矢部事務所